# August Žáček
August Žáček (* 13. Januar 1886 in Dobešice; † 28. Oktober 1961 in Prag) war ein tschechischer Physiker.

## Leben und Wirken
Der Sohn des Bahnwächters Matouš Žáček und der Aloisia, geborene Sýkorová, studierte in České Budějovice und dann an der philosophischen Abteilung der Karls-Universität in Prag bei den Professoren F. Koláček und B. Kučera und anschließend, bis kurz vor Ausbruch des Ersten Weltkriegs, an der Universität Göttingen bei Hermann Theodor Simon (1870–1918) im Institut für angewandte Elektrizität auf dem Gebiet der elektrischen Schwingungen.
Während des Ersten Weltkriegs versuchte er mit beschränktem Erfolg zusammen mit Professor František Záviška einige Resultate dessen Theorie zur Beugung elektromagnetischer Wellen an parallelen runden Zylindern durch gedämpfte Schwingungen zu verifizieren.
Er erkannte hierbei, dass ungedämpfte Schwingungen, angeregt durch Elektronenröhren verwendet werden sollten. Darauf beruhten nach dem Krieg seine späteren Arbeiten: Über einen Gleichstrom-Verstärker, Elektronenröhren in der Radio-Telegrafie, Über den Gebrauch von Elektronenröhren in Experimenten mit singenden Lichtbögen und singenden Kondensatoren, Über die Kalibrierunge eines Wellenmessers in der Zeitschrift Casopis pro pestování matematiky a fysiky. Die wichtigste war Eine neue Methode zur Herstellung von ungedämpften Schwingungen (1924, Ausg. 53, S. 378) in dem er eine neue Methode für sehr kurze elektromagnetische Wellen von einem patentierten Magnetron (angemeldet: 31. Mai 1924, erteilt: 15. Februar 1926, CZ-Patent-Nr.: 20.293) beschrieb. Da es von dem Journal keine ausländische Ausgabe gab, blieb seine Erfindung unbekannt. Es wurde wiederentdeckt von den sowjetischen Wissenschaftlern Abram Sluzkin und Dmitri S. Steinberg (Proceedings of the Ukrainian Academy of Sciences 1 (1927), 22; Ann. d. Phys. 1 (1929), 658) und Professor Yagi Hidetsugu (Prec. of the Inst. of Radio Eng. 16 (1928), 729). Er entschied dann, seine Methode im Jahrbuch der drahtlosen Telegraphie und Telephonie (Ztschr. f. Hochfrequenztechnik; 32 (1928), 172) zu veröffentlichen und seine Priorität zu verteidigen.

## Veröffentlichungen
- Elektronové lampy a jich užití v radiotelegrafii. 1921
- Über die Anwendung der Elektronenröhren bei den Versuchen mit dem sprechenden Lichtbogen und dem sprechenden Kondensator. In: Physikalische Zeitschrift. Band 22, 1921, S. 528–529
- mit Manne Siegbahn: Über die relative Intensität der K-Linien. In: Chemisches Zentralblatt. 1923
- mit Václav Petržílka: Klínové piezoelektrické resonátory. 1935
- Magnetronové generátory. 1936